# La codicia de Guillermo de Orange
La Codicia de Guillermo de Orange es una novela del escritor, profesor y crítico literario español Germán Gullón, publicado en 2013 por la editorial Destino. La novela a través de un hecho ficticio describe la situación y tensión europea entre los países del norte y sur del continente debido a la crisis económica actual.

## Argumento
Tras la derrota holandesa en la final del mundial de fútbol en 2010 contra España, Joost van der Linden, que tiene una gran odio hacia todo lo español, inicia una campaña publicitaria con el fin de desprestigiar a España y enriquecerse atacando acciones de sus bancos a través de su empresa, Willem van Oranje, pero Ellen, una joven universitaria holandesa, que descubre el plan intentará frenarlo.